# Srīmushnam
Srīmushnam är en ort i Indien.   Den ligger i distriktet Cuddalore och delstaten Tamil Nadu, i den södra delen av landet, 1 900 km söder om huvudstaden New Delhi. Srīmushnam ligger 33 meter över havet och antalet invånare är 12 364.
Terrängen runt Srīmushnam är platt. Runt Srīmushnam är det tätbefolkat, med 383 invånare per kvadratkilometer. Närmaste större samhälle är Virudhachalam, 15,1 km nordväst om Srīmushnam. Trakten runt Srīmushnam består till största delen av jordbruksmark.